# 대안 민주주의 극점

대안 민주주의 극점(代案民主主義極點, 스페인어: El Polo Democrático Alternativo)은 콜롬비아의 신회민주주의 정당으로, 2005년 설립되었다. 2014년 총선거 결과, 콜롬비아 상원의 경우 제5당인 반면 콜롬비아 하원의 경우 국민통합당에 이어 제8당이다.